# Wervelingen, akte 1
Wervelingen is een compositie voor een beoogd ballet in eerste instantie geschreven door Uuno Klami.

## Geschiedenis
De eerste ideeën voor dat ballet dateerden al vanaf eind jaren 20, maar Klami kreeg het totale werk toch niet af voor zijn dood in 1961. Hij was zelf te druk met andere composities, kreeg ruzie met anderen betreffende het ballet en liet het daardoor op zijn beloop. Toen de componist stierf waren grote delen van het ballet, voor zover al gecomponeerd verdwenen, in onbekende archieven en men beschouwde het werk als verloren. Bij onderzoek bij de Finse Opera in 1985 door medecomponist en musicoloog Erkki Salmenhaara kwam er toch een aantal stukken van het ballet boven water. Uitgewerkt waren de stukken echter niet. Van de eerste akte, deel van drie, was alleen de pianoversie voorhanden, het werd daarbij duidelijk dat Klami zelf niet aan de orkestratie is toegekomen; zelf beweerde hij van wel, maar er is tot op heden (2010) niets van teruggevonden.
De componist Kalevi Aho, van aanmerkelijk modernere signatuur, nam het op zich om de muziek van de eerste akte te orkestreren en leverde dat in 1988 op. De eerste uitvoering vond plaats op 19 augustus 1988 in Turku tijdens het plaatselijk muziekfestival; uitvoerenden waren het Turku Philharmonisch Orkest onder leiding van Jacques Mercier. Een uitvoering van het totale ballet zat er (gegevens 2010) niet in. Aho gaf wel een hint daartoe, door te stellen dat een combinatie van de Kalevala Suite gevolgd door deze eerste akte een goede weergave zou zijn van het ballet. In 2001 componeerde Aho zelf de derde akte, zodat niets meer een totale uitvoering in de weg staat.

## Muziek
Kalevi Aho heeft de muziekstijl van Klami weten de benaderen. Het grootste deel van deze voltooiing klinkt als muziek van Klami, die een afwijkende compositiestijl had (heeft) ten opzichte van de andere componisten binnen de Finse klassieke muziek. Zijn stijl lag meer bij de Fransen. Het werk van Aho kan daarom gezien worden als een anachronisme; het werk klinkt impressionistisch in een tijd, dat die al lang uit de mode was (en in Finland eigenlijk nooit in de mode is geweest). Slechts af en toe komt de muziek van Aho zelf aan de oppervlakte, maar dat kunnen net zo goed pogingen van Klami zijn geweest om zijn muziek te moderniseren.
De muziek van Wervelingen staat haaks op het basisthema; de heldhaftige Kalevala met dood en verderf; het is over het algemeen vriendelijke muziek; alweer een afwijking binnen de Finse muziek over dat thema.

### Delen
1. Prelude a la fanfare
2. Tulien herääminen (De vlam ontwaakt)
3. Tulien tansai nro 1 (dans van de vlammen deel 1)
4. Sotatanssi (oorlogsdans)
5. Liekkien paluu (tulien tanssi nro 2) (terugkeer van de vlammen, dans van de vlammen deel 2)
6. Veden tanssi (Aaltojen laulu) (dans van het water, lied van de golven)
7. Liekkien paluu (tulien tanssi nro 3) (terugkeer van de vlammen, dans van de vlammen deel 3)
8. Orjien tanssi (dans van de slaven).

### Orkestratie
- 3 dwarsfluiten, 3 hobo's, 3 klarinetten, 3 fagotten;
- 4 hoorns, 3 trompetten, 3 trombones, 1 tuba
- 1 stel pauken, 3 man / vrouw percussie, celesta, harp
- violen, altviolen, celli, contrabassen

## Discografie
- Uitgave BIS Records: Symfonieorkest van Lahti, o.l.v. Osmo Vänskä ee, opname uit 1996.